# Quake engine

Árbol genealógico de los motores basados en el Quake engine.

Diagrama de todos los motores basados en el Quake engine.

Quake engine (también llamado rara vez Id tech 2) es el motor de videojuego que fue desarrollado por id Software en 1995 para su videojuego Quake, lanzado en junio de 1996. Fue uno de los primeros en incorporar renderizado en auténticas 3D en tiempo real y en la actualidad se encuentra liberado bajo los términos de la licencia GPL.
Históricamente, el motor Quake ha sido tratado como un motor separado de su sucesor, el motor Quake II. Sin embargo, ambos motores se consideran ahora variantes del id Tech 2. Aunque, las bases de código para Quake y Quake II eran versiones GPL separadas.

## Videojuegos que utilizan el Quake engine
- Quake
- QuakeWorld

## Videojuegos que utilizan una versión modificada del Quake engine
- Hexen II
- Half-Life

## Reemplazos para el Quake engine
El reemplazo del motor de videojuego se hizo posible después del lanzamiento en 1999 del código fuente de Quake y QuakeWorld bajo la GPL.
- DarkPlaces
- eQuake
- FuhQuake
- GQ
- MQWCL
- ProQuake
- QuakeForge
- Telejano
- Tenebrae
- TomazQuake
- ZQuake
- FitzQuake
- GoldSrc
- FTEQW[1]